# Anton Cvetko Kristan
Anton Cvetko Kristan, slovenski publicist, * 4. julij 1904, Idrija, † 16. oktober 1965, Ljubljana.

## Življenjepis
Kristan je študiral na filozofski fakulteti v Ljubljani in Pragi ter leta 1924 na Dunaju končal mednarodno zadružno šolo. Leta 1925 se je zaposlil v Ljubljani pri Zvezi gospodarskih zadrug za Jugoslavijo in pri Izseljenski ligi. Med drugo svetovno vojno je bil izgnan v Srbijo, po vojni pa je bil zaposlen pri slovenski izseljenski matici, založbi Kmečka knjiga ter Glavni zadružni zvezi Slovenije. Že od leta 1924 je objavljal v ameriškem izseljenskem tisku, po osvoboditvi pa je posvečal veliko pozornost slovenskim izseljencem.
Urejal je tudi »Zadružni koledar«, ki ga je izdajala Zadružna založba v Ljubljani. V koledarju za leto 1931 je napisal, zbral in uredil veliko gradiva o življenju in delu svojega očeta Antona Kristana.